# Eucharia collaris
Eucharia collaris là một loài bướm đêm thuộc phân họ Arctiinae, họ Erebidae.